# Districte de Lurigancho
Lurigancho és un districte de la província de Lima al Perú, situat a la vall del Riu Rímac, veí dels districtes de Chaclacayo i Ate. Es va crear el 2 de gener de 1857. La capital és Chosica. El districte té una superfície de 236,47 km². El seu centre administratiu està situat a 861 metres sobre el nivell del mar.

## Límits
- Cap al nord: Província Huarochirí a la Regió de Lima
- A l'est: Província d'Huarochirí
- Cap al sud: Chaclacayo i Ate
- Cap a l'oest: San Juan de Lurigancho

## Demografia
Segons una estimació del 2002 feta per l'INEI, el districte té 125.088 habitants i una densitat de població de 529 persones/km². El 1999, hi havia 32.327 cases al districte.

## Altres dades
La seva capital, Chosica, està situada a l'extrem est del districte, prop del comtat Huarochirí. Lurigancho compta amb un Centre Poblat Menor dins del cor urbà de Lima, que és Santa María de Huachipa, localitzat en l'extrem oest del districte i adjacent a San Juan de Lurigancho. Altres àrees urbanes notables en aquesta zona són Jicamarca i Cajamarquilla, on està situada una de les refineries de Zenc principals del país. A prop de la refineria està situat l'Observatori de Jicamarca.